# Blood on the Dance Floor (canción)
«Blood on the Dance Floor» (en español: «Sangre en la pista de baile») es el primer sencillo del álbum remix de Blood On The Dance Floor (HIStory In The Mix) de Michael Jackson.
Jackson y Teddy Riley la compusieron para el lanzamiento en 1991 de su cuarto álbum con Epic Records, Dangerous. Finalmente quedó descartada y fue mínimamente alterada antes de su lanzamiento comercial en 1997. La canción trata de una mujer llamada Susie, que seduce a Jackson antes de apuñalarlo con un cuchillo. La canción interpola la línea de bajo de la canción "Last Night a DJ Saved My Life" del grupo Indeep. La composición explora una variedad de géneros que van desde el funk al rock.
La canción fue promovida con un video musical que se estrenó en Top Of The Pops. En el mismo, Susie intentaba seducir a Jackson con una danza de cortejo, antes de abrir una Navaja. "Blood on the Dance Floor" fue la única pista del álbum de remixes que interpretó en directo en el HIStory World Tour. El sencillo alcanzó el número uno en varios países, incluidos Reino Unido y España. La canción estaba incluida en This Is It del año 2009, pero no se realizó debido a la muerte de Jackson.

## Video musical
El videoclip de Blood On The Dance tiene una duración de 4:16 minutos y cuenta con Michael Jackson vestido completamente de rojo en donde en gran parte se lo ve sentado en una silla cantando con miradas muy profundas hacia la cámara teniendo a su lado una mujer bailando sobre una mesa en la cual Michael le demuestra cierto deseo pero al mismo tiempo síntomas de peligro que genera ella. En otras tomas se lo ve bailando sobre un escenario. El video concluye con una parte instrumental y con Michael Jackson bailando en pareja con la misma protagonista.

## Lista de canciones
UK single #1
1. «Blood on the Dance Floor» – 4:12
2. «Blood on the Dance Floor» (TM's Switchblade Mix) – 8:39
3. «Blood on the Dance Floor» (Refugee Camp Mix) – 5:27
4. «Blood on the Dance Floor» (Fire Island Vocal Mix) – 8:57
5. «Blood on the Dance Floor» (Fire Island Dub) – 8:55

UK single #2'
1. «Blood on the Dance Floor» – 4:12
2. «Blood on the Dance Floor» (TM's Switchblade Edit) – 8:39
3. «Blood on the Dance Floor» (Fire Island Radio Edit) – 8:57
4. «Dangerous» (Roger's Dangerous Club Mix) – 6:55

U.S. single
1. «Blood on the Dance Floor» – 4:12
2. «Blood on the Dance Floor» (TM's Switchblade Edit - long) – 4:11
3. «Blood on the Dance Floor» (Refugee Camp Edit) – 3:19
4. «Blood on the Dance Floor» (Fire Island Radio Edit) – 3:50
5. «Blood on the Dance Floor» (TM's Switchblade Mix - long) – 10:00
6. «Dangerous» (Roger's Dangerous Club Mix) – 6:55

EU single (EPC 664355 2)
1. «Blood on the Dance Floor» – 4:14
2. «Blood on the Dance Floor» (Fire Island Vocal Mix) – 8:56
3. «Blood on the Dance Floor» (TM's Switchblade Mix) – 8:38
4. «Dangerous» (Roger's Dangerous Club Mix) – 6:56